# سرود ملی جمهوری اسلامی افغانستان
سرود ملی جمهوری اسلامی افغانستان (به پشتو: ملی سرود - Milī Surūd)، سرود ملی پیشین افغانستان است که در سال ۸۵ به وسیله لویه جرگه به تصویب رسید. تصنیف آن به‌دست عبدالباری جهانی سروده شده و آهنگ آن را ببرک وسا که اکنون رهبر ارکستر سمفونی کشور آلمان است ساخته و در ماه مه سال ۲۰۰۶ میلادی در شهر برلین ثبت شد که خوانندگان آن عبدالوهاب مددی، صادق فطرت (ناشناس) پیکر افسانه، حسین ارمان، مشعل ارمان، شهنا و دو، سه هنرمند جوان دیگر بودند. اصل متن این سرود به زبان پشتو سروده شده بود که در آن اسامی برخی از اقوام باشندهٔ افغانستان چون بلوچ‌ها، ازبک‌ها، پشتون‌ها، هزاره‌ها، ترکمن‌ها، تاجیک‌ها، عرب‌ها، گوجرها، پامیری‌ها، نورستانی‌ها، براهویی‌ها، قزلباش‌ها، ایماق‌ها، و پشه‌ای‌ها ذکر گردیده است.
پس از سقوط طالبان در ۲۰۰۱ و در زمان حکومت انتقالی در قانون اساسی حکومت جمهوری اسلامی افغانستان، در ماده ۲۰، تجدید سرود ملی پیشنهاد شد. هم‌چنین حکم شد که این سرود باید از همهٔ اقوام افغانستان و الله اکبر نام ببرد و به زبان پشتو باشد.